# Niort-de-Sault
Pour les articles homonymes, voir Niort (homonymie) et Sault.
Niort-de-Sault  (en occitan Niòrt de Saut) est une commune française, située dans le sud-ouest du département de l'Aude en région Occitanie.
Sur le plan historique et culturel, la commune fait partie du Pays de Sault, un plateau situé entre 990 et 1310 mètres d'altitude fortement boisé. Exposée à un climat océanique altéré, elle est drainée par le Rébenty, le ruisseau de Laval et par divers autres petits cours d'eau. La commune possède un patrimoine naturel remarquable : deux sites Natura 2000 (le « pays de Sault » et le « bassin du Rebenty ») et onze zones naturelles d'intérêt écologique, faunistique et floristique.
Niort-de-Sault est une commune rurale qui compte 36 habitants en 2022, après avoir connu un pic de population de 638 habitants en 1831. Ses habitants sont appelés les Niortais ou  Niortaises.

## Géographie
La commune est située dans le pays de Sault au cœur du défilé du Rébenty, à une altitude moyenne de 831 mètres. Elle est limitrophe du département de l'Ariège, et, par le col du Pradel (1 613 m), on rejoint la station thermale d'Ax-les-Thermes.

### Communes limitrophes
Les communes limitrophes sont  Belcaire, Campagna-de-Sault, Camurac, Espezel, Mazuby, Mijanès, Mérial et Roquefeuil.
| Belcaire | Roquefeuil       | Espezel           |
| Camurac  | Niort-de-Sault   | Mazuby            |
| Mérial   | Mijanès (Ariège) | Campagna-de-Sault |

### Hydrographie
La commune est dans la région hydrographique « Côtiers méditerranéens », au sein du bassin hydrographique Rhône-Méditerranée-Corse. Elle est drainée par le Rebenty, le ruisseau de Laval, Rec des Tals, le ruisseau de Canal, le ruisseau de la Caussine et le ruisseau de la Peyrade, qui constituent un réseau hydrographique de 13 km de longueur totale,.

### Climat
Pour des articles plus généraux, voir Climat de l'Occitanie et Climat de l'Aude.
En 2010, le climat de la commune est de type climat océanique altéré, selon une étude s'appuyant sur une série de données couvrant la période 1971-2000. En 2020, Météo-France publie une typologie des climats de la France métropolitaine dans laquelle la commune est exposée à un climat de montagne ou de marges de montagne et est dans la région climatique Pyrénées orientales, caractérisée par une faible pluviométrie, un très bon ensoleillement (2 600 h/an), un air sec, particulièrement en hiver et peu de brouillards.
Pour la période 1971-2000, la température annuelle moyenne est de 10 °C, avec une amplitude thermique annuelle de 15,3 °C. Le cumul annuel moyen de précipitations est de 963 mm, avec 9,3 jours de précipitations en janvier et 6,5 jours en juillet. Pour la période 1991-2020, la température moyenne annuelle observée sur la station météorologique la plus proche, située sur la commune de Belcaire à 4 km à vol d'oiseau, est de 9,8 °C et le cumul annuel moyen de précipitations est de 1 032,4 mm,. Pour l'avenir, les paramètres climatiques de la commune estimés pour 2050 selon différents scénarios d'émission de gaz à effet de serre sont consultables sur un site dédié publié par Météo-France en novembre 2022.

### Milieux naturels et biodiversité

#### Réseau Natura 2000

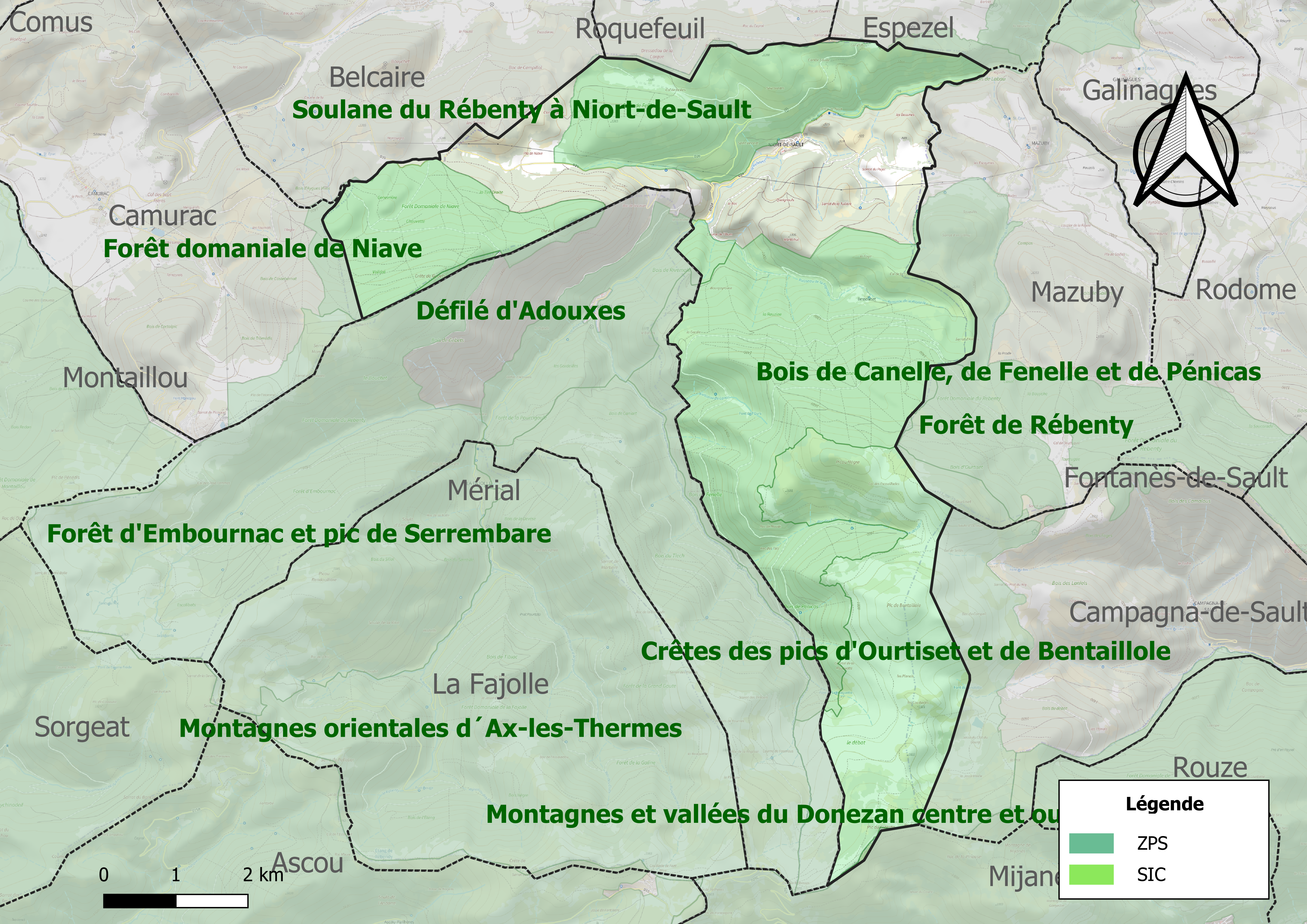
Site Natura 2000 sur le territoire communal.

Le réseau Natura 2000 est un réseau écologique européen de sites naturels d'intérêt écologique élaboré à partir des directives habitats et oiseaux, constitué de zones spéciales de conservation (ZSC) et de zones de protection spéciale (ZPS).
Un site Natura 2000 a été défini sur la commune au titre de la directive habitats :
- le « bassin du Rebenty », d'une superficie de 8 567 ha, qui offre une palette d'habitats naturels sur une grande gamme altitudinale et climatique et sur des substrats variés (calcaires, marnes, schistes). En particulier, on y rencontre de belles pinèdes de pins à crochets sur sol acide. La rivière héberge des espèces aquatiques (Chabot commun et Barbeau méridional, Écrevisse à pattes blanches) et mammifères (Desman des Pyrénées)[13]

et un au titre de la directive oiseaux : 
- le « pays de Sault », d'une superficie de 71 499 ha, présentant une grande diversité d'habitats pour les oiseaux. On y rencontre donc aussi bien les diverses espèces de rapaces rupestres, en particulier les vautours dont les populations sont en augmentation, que les passereaux des milieux ouverts (bruant ortolan, alouette lulu) et des espèces forestières comme le pic noir[14].

### Paysages

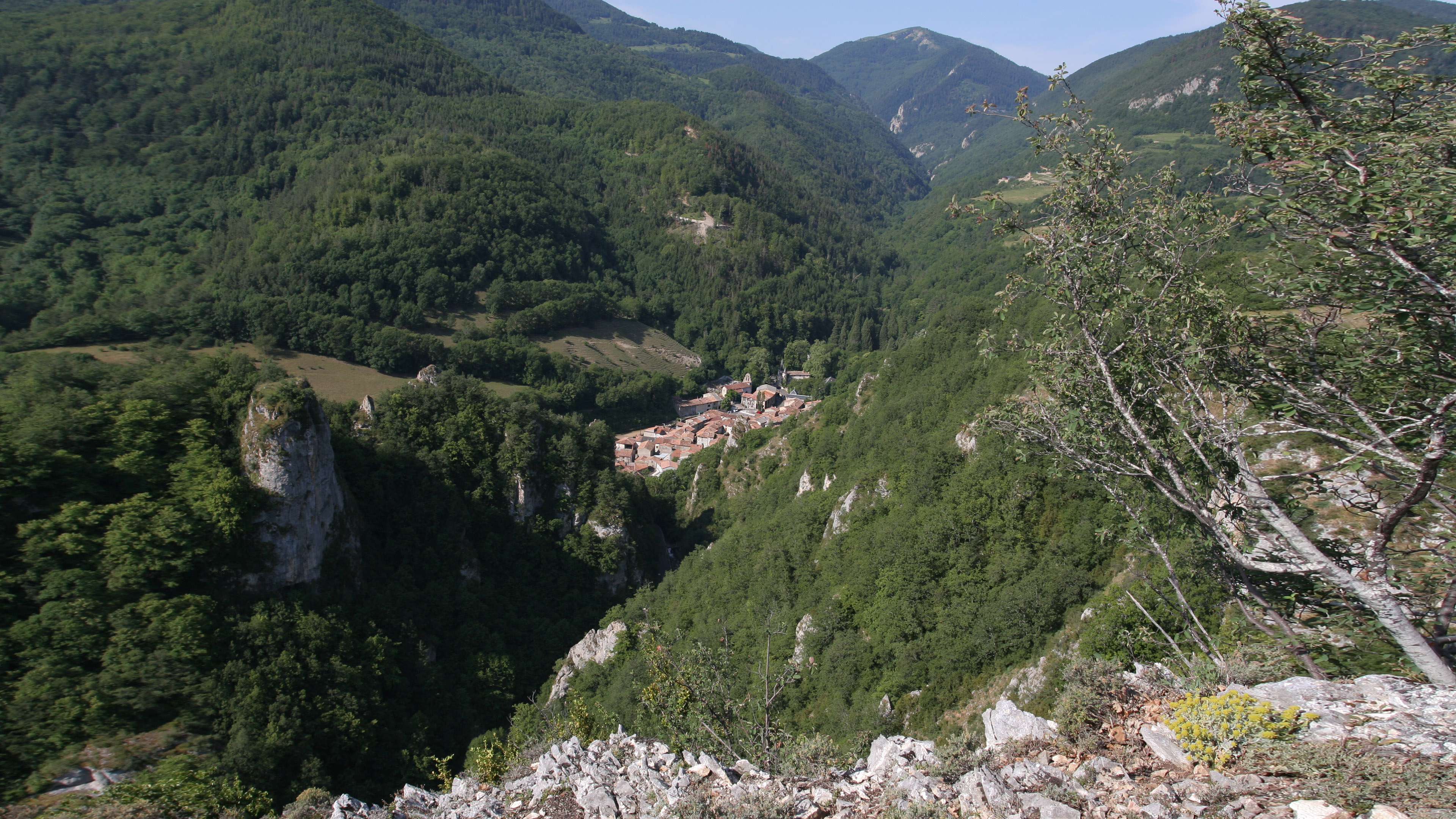
Vue vers l'amont de la vallée du Rébenty.
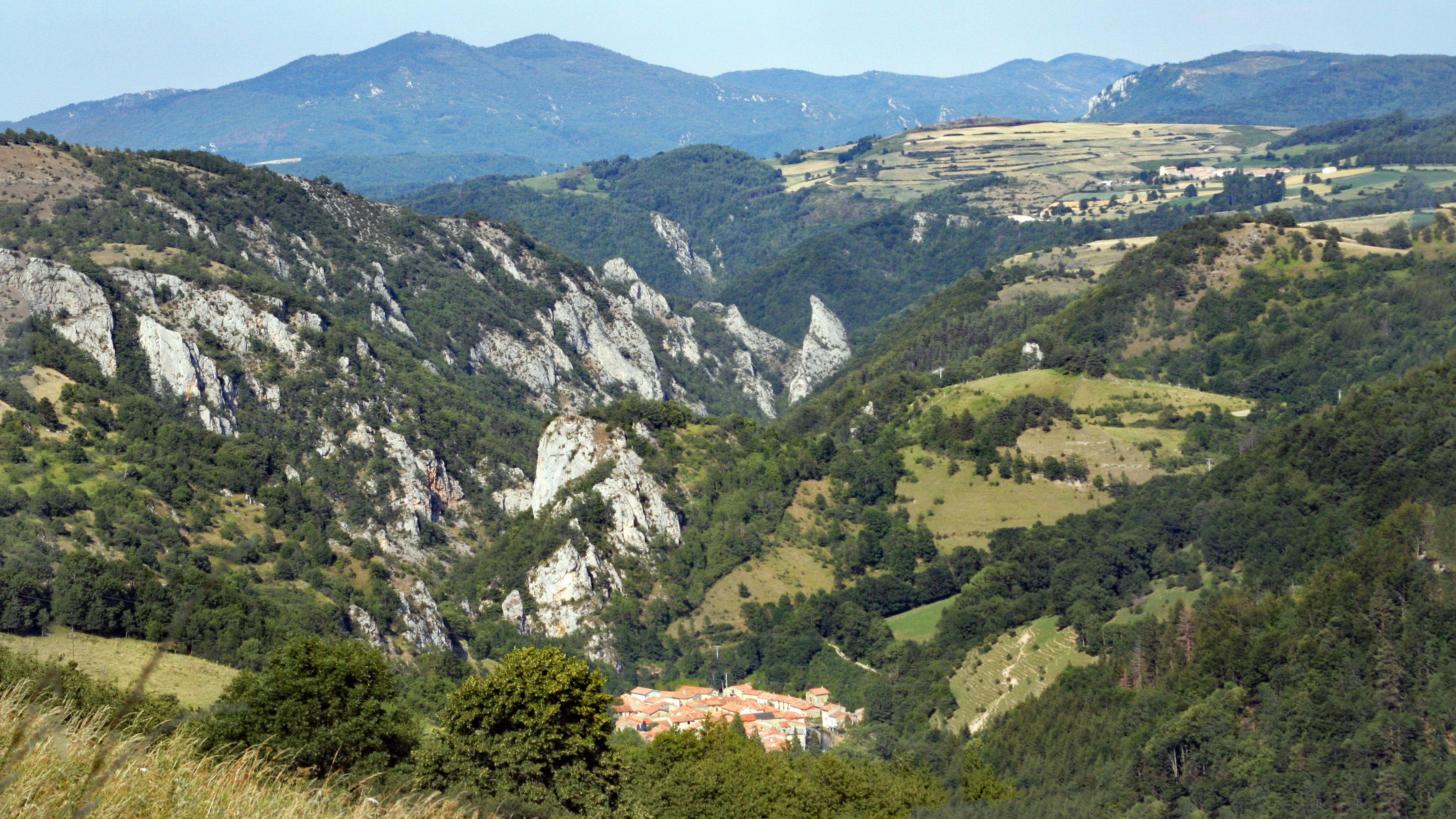
Vue vers l'aval de la vallée du Rébenty.
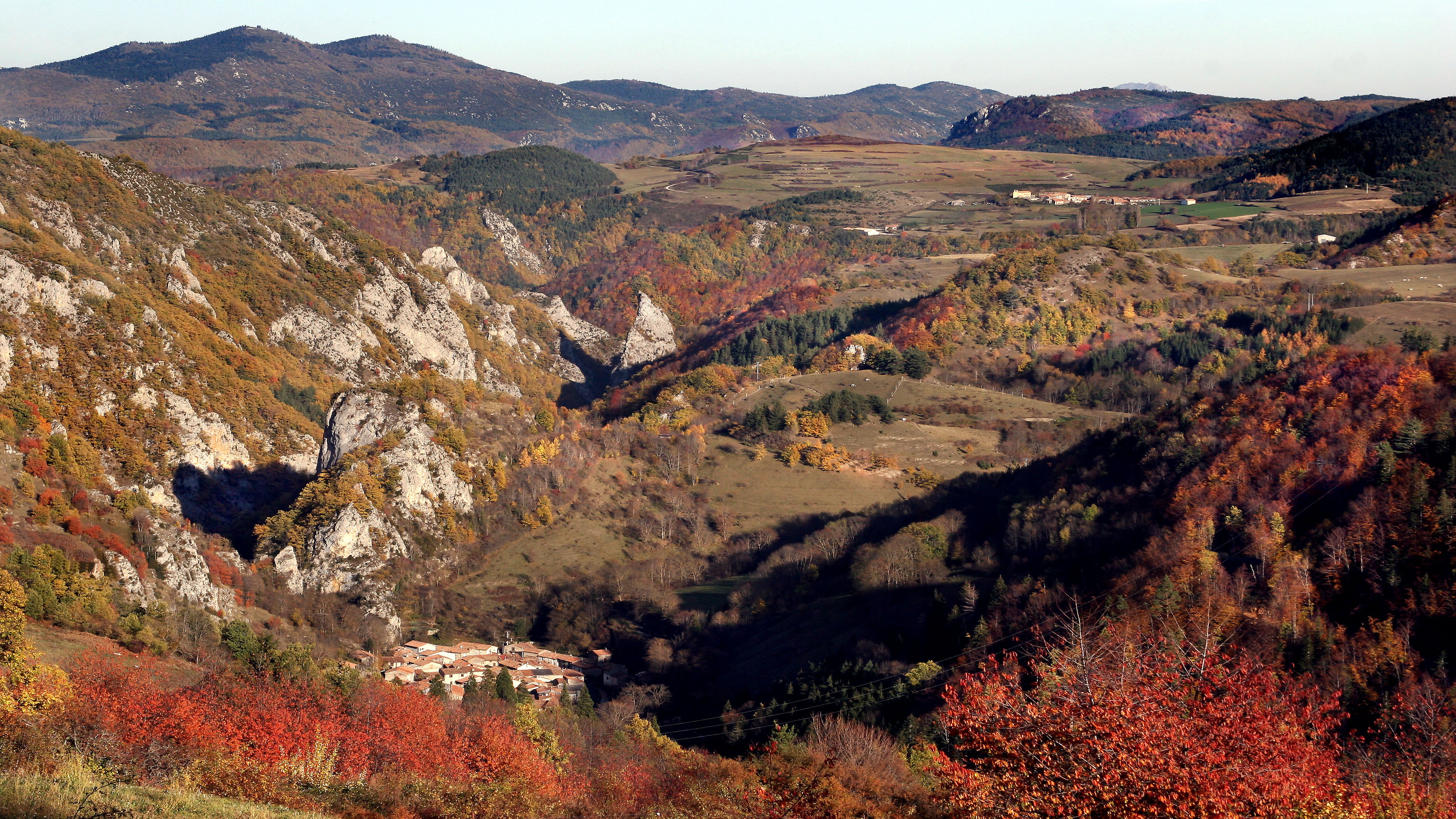
En automne, au loin Galinagues.
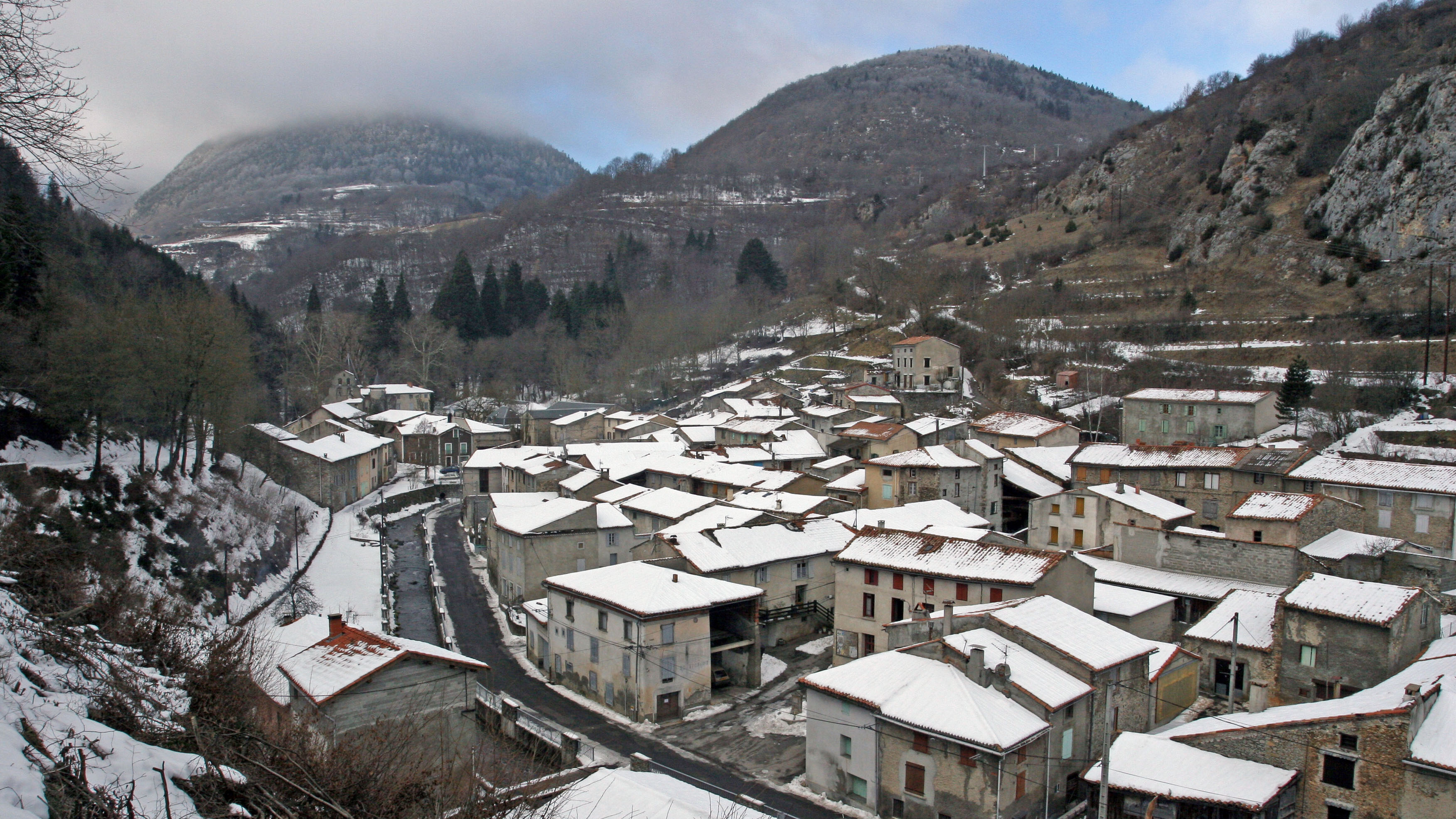
Niort en hiver.

#### Zones naturelles d'intérêt écologique, faunistique et floristique
L’inventaire des zones naturelles d'intérêt écologique, faunistique et floristique (ZNIEFF) a pour objectif de réaliser une couverture des zones les plus intéressantes sur le plan écologique, essentiellement dans la perspective d’améliorer la connaissance du patrimoine naturel national et de fournir aux différents décideurs un outil d’aide à la prise en compte de l’environnement dans l’aménagement du territoire.
Sept ZNIEFF de type 1 sont recensées sur la commune :
- les « bois de Canelle, de Fenelle et de Pénicas » (914 ha), couvrant 3 communes du département[16] ;
- les « crêtes des pics d'Ourtiset et de Bentaillole » (769 ha), couvrant 3 communes du département[17] ;
- le « défilé d'Adouxes » (231 ha), couvrant 2 communes du département[18] ;
- la « forêt domaniale de Niave » (262 ha), couvrant 3 communes du département[19] ;
- les « montagnes et vallées du Donezan centre et ouest » (8 618 ha), couvrant 12 communes dont 7 dans l'Ariège, 3 dans l'Aude et 2 dans les Pyrénées-Orientales[20] ;
- le « picaucel et forêt de la Fajolle » (1 674 ha), couvrant 3 communes du département[21] ;
- la « soulane du Rébenty à Niort-de-Sault » (393 ha), couvrant 2 communes du département[22] ;

et quatre ZNIEFF de type 2, : 
- le « grand plateau de Sault » (17 962 ha), couvrant 21 communes dont 3 dans l'Ariège et 18 dans l'Aude[23] ;
- la « Haute Vallée du Rébenty » (5 740 ha), couvrant 6 communes du département[24] ;
- le « massif de Quérigut et forêt du Carcanet (Donezan) » (12 107 ha), couvrant 16 communes dont 9 dans l'Ariège, 5 dans l'Aude et 2 dans les Pyrénées-Orientales[25];
- la « vallée du Rébenty » (5 661 ha), couvrant 14 communes du département[26].

Carte des ZNIEFF de type 1 et 2 à Niort-de-Sault.
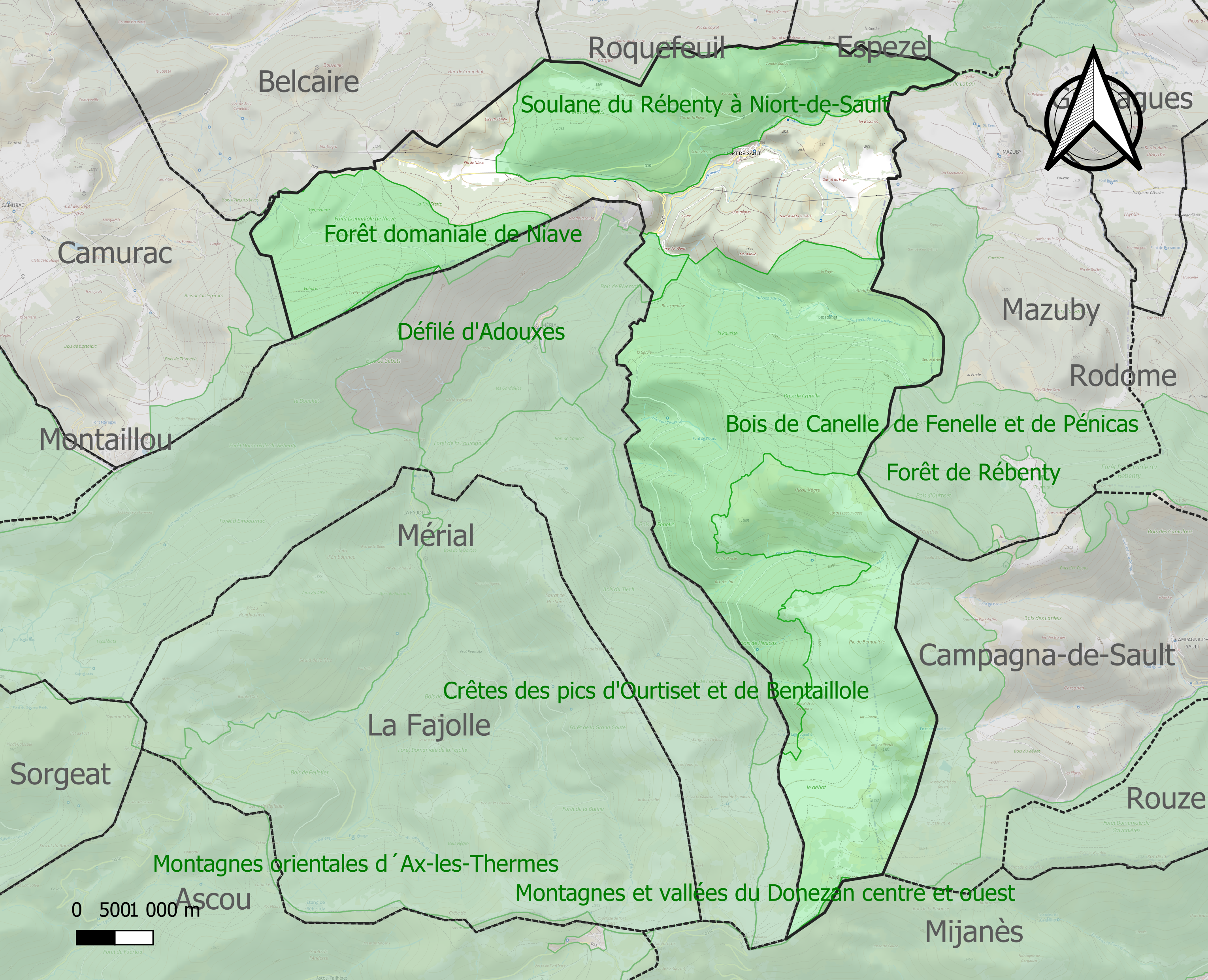
Carte des ZNIEFF de type 1 sur la commune.
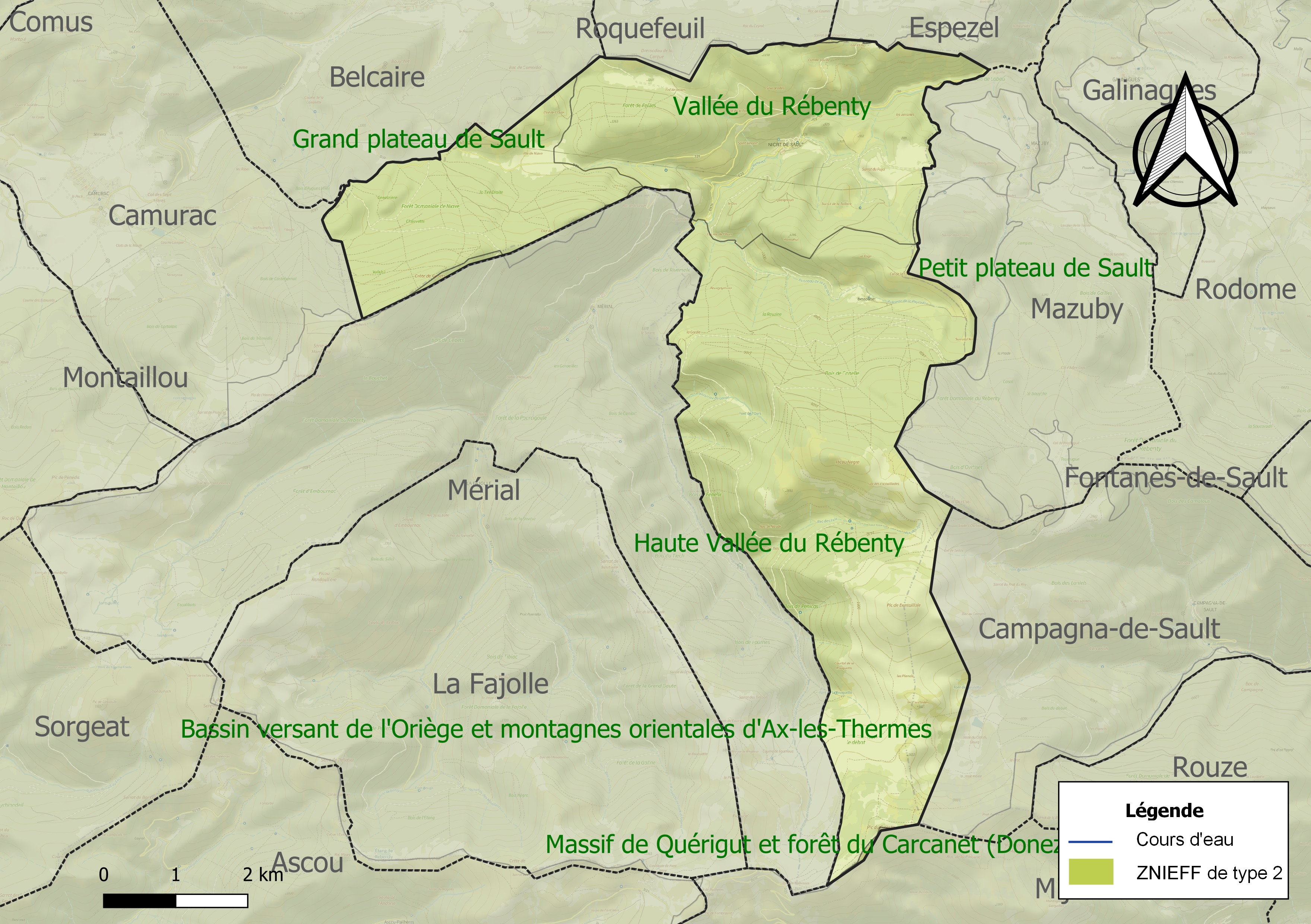
Carte des ZNIEFF de type 2 sur la commune.

## Urbanisme

### Typologie
Au 1er janvier 2024, Niort-de-Sault est catégorisée commune rurale à habitat très dispersé, selon la nouvelle grille communale de densité à 7 niveaux définie par l'Insee en 2022.
Elle est située hors unité urbaine et hors attraction des villes,.

### Occupation des sols
L'occupation des sols de la commune, telle qu'elle ressort de la base de données européenne d’occupation biophysique des sols Corine Land Cover (CLC), est marquée par l'importance des forêts et milieux semi-naturels (94,2 % en 2018), en diminution par rapport à 1990 (97 %). La répartition détaillée en 2018 est la suivante : 
forêts (57,6 %), milieux à végétation arbustive et/ou herbacée (36,3 %), zones agricoles hétérogènes (5,8 %), espaces ouverts, sans ou avec peu de végétation (0,3 %). L'évolution de l’occupation des sols de la commune et de ses infrastructures peut être observée sur les différentes représentations cartographiques du territoire : la carte de Cassini (XVIIIe siècle), la carte d'état-major (1820-1866) et les cartes ou photos aériennes de l'IGN pour la période actuelle (1950 à aujourd'hui).

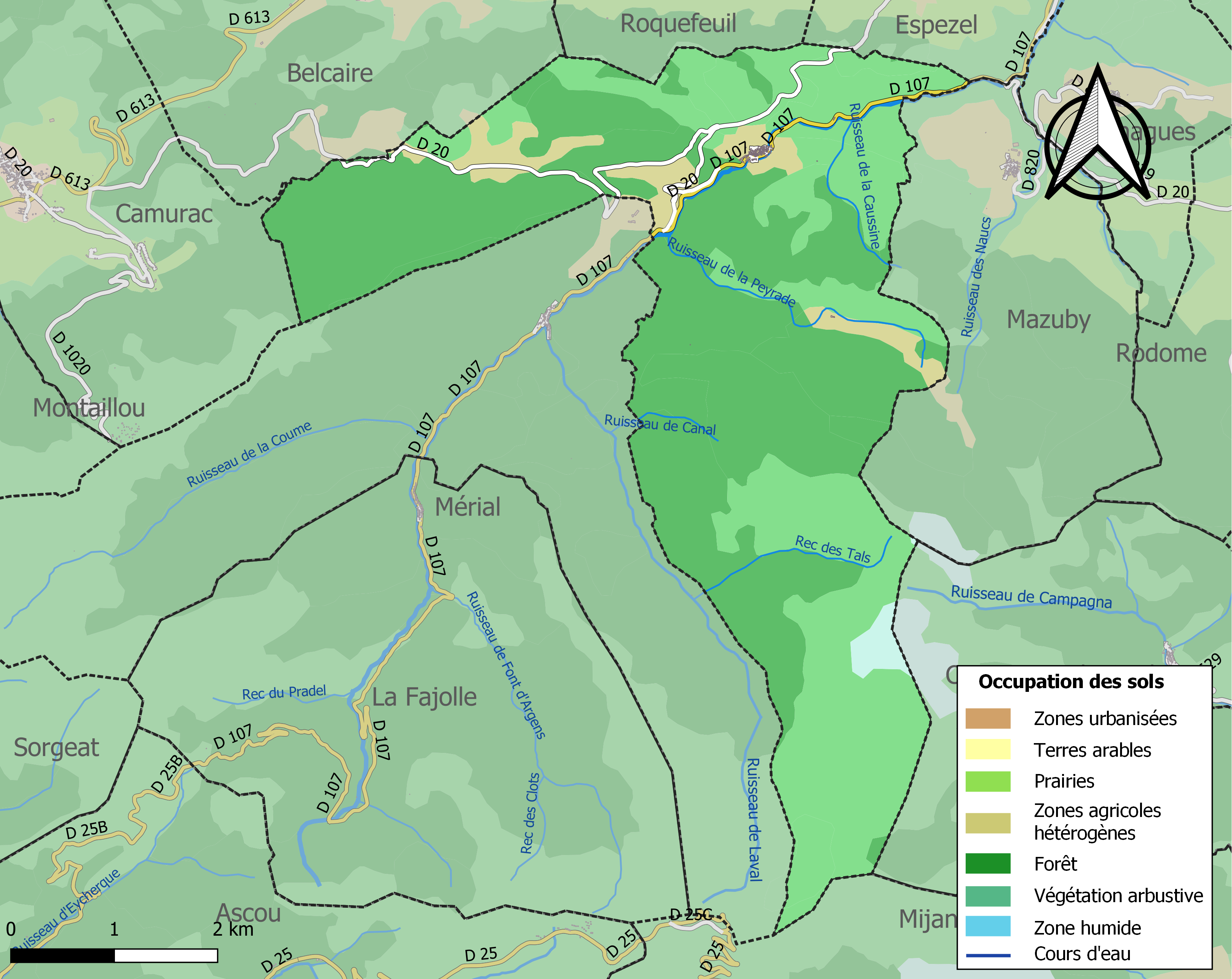
Carte des infrastructures et de l'occupation des sols de la commune en 2018 (CLC).

### Risques majeurs
Le territoire de la commune de Niort-de-Sault est vulnérable à différents aléas naturels : météorologiques (tempête, orage, neige, grand froid, canicule ou sécheresse) et séisme (sismicité modérée). Il est également exposé à un risque particulier : le risque de radon. Un site publié par le BRGM permet d'évaluer simplement et rapidement les risques d'un bien localisé soit par son adresse soit par le numéro de sa parcelle.

#### Risques naturels

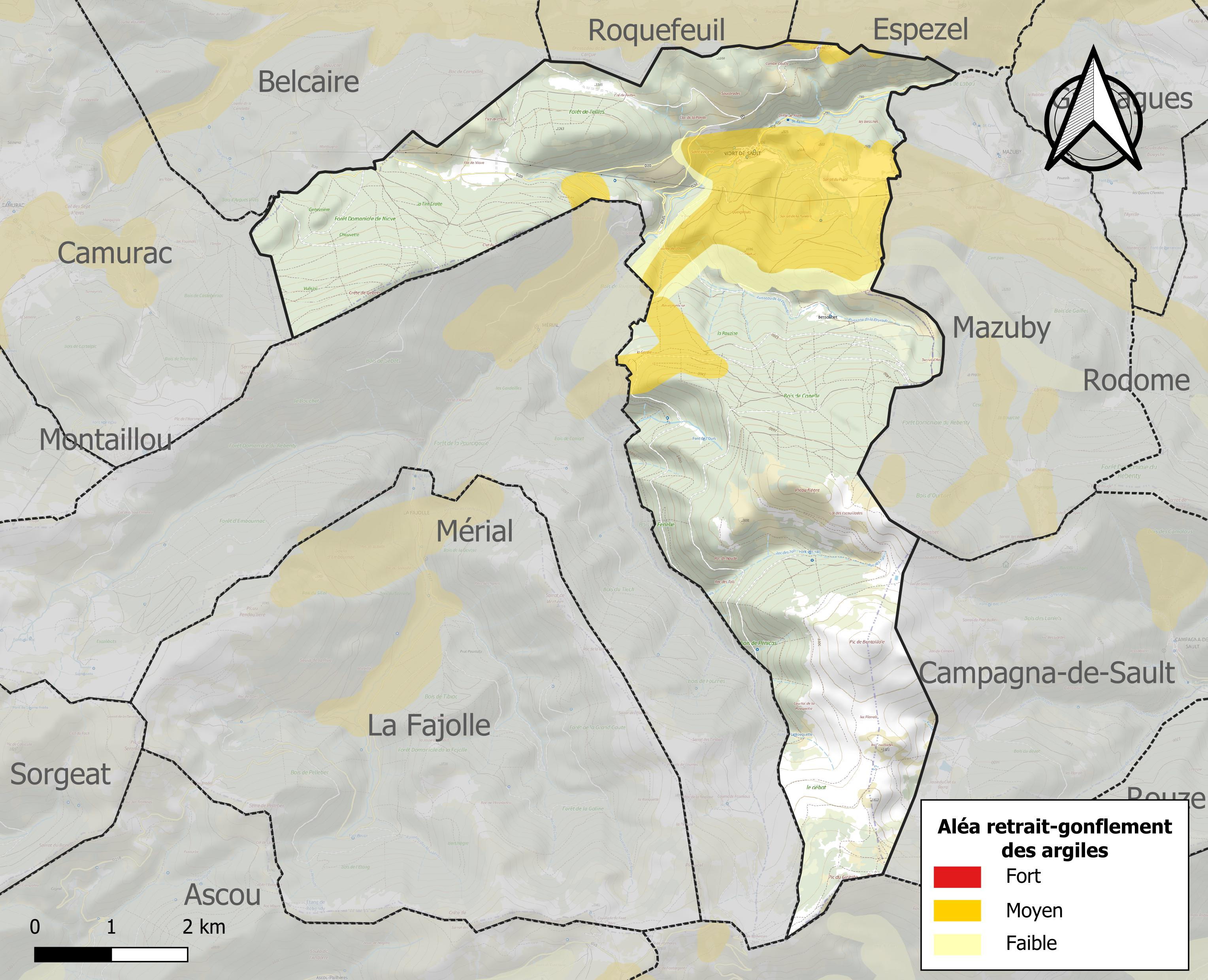
Carte des zones d'aléa retrait-gonflement des sols argileux de Niort-de-Sault.

Le retrait-gonflement des sols argileux est susceptible d'engendrer des dommages importants aux bâtiments en cas d’alternance de périodes de sécheresse et de pluie. 14,8 % de la superficie communale est en aléa moyen ou fort (75,2 % au niveau départemental et 48,5 % au niveau national). Sur les 84 bâtiments dénombrés sur la commune en 2019, 82 sont en aléa moyen ou fort, soit 98 %, à comparer aux 94 % au niveau départemental et 54 % au niveau national. Une cartographie de l'exposition du territoire national au retrait gonflement des sols argileux est disponible sur le site du BRGM,.

#### Risque particulier
Dans plusieurs parties du territoire national, le radon, accumulé dans certains logements ou autres locaux, peut constituer une source significative d’exposition de la population aux rayonnements ionisants. Certaines communes du département sont concernées par le risque radon à un niveau plus ou moins élevé. Selon la classification de 2018, la commune de Niort-de-Sault est classée en zone 3, à savoir zone à potentiel radon significatif.

## Toponymie
Le nom de la localité est attesté sous la forme Aniort, qui découle probablement du latin anus orta ("vieille sortie"). Une étymologie qui peut être expliquée du fait de la position de Niort-de-Sault sur la vallée du Rébenty, mais qui a donné lieu à la légende selon laquelle une sortie secrète aurait permis aux assiégés de fuir le château en 1255.
Tout rapprochement avec l'étymologie de Niort dans les Deux-Sèvres (toponyme d'origine gauloise, composé des éléments nouiios « neuf, nouveau » et ritu- « gué ») est donc difficile à admettre.

## Histoire

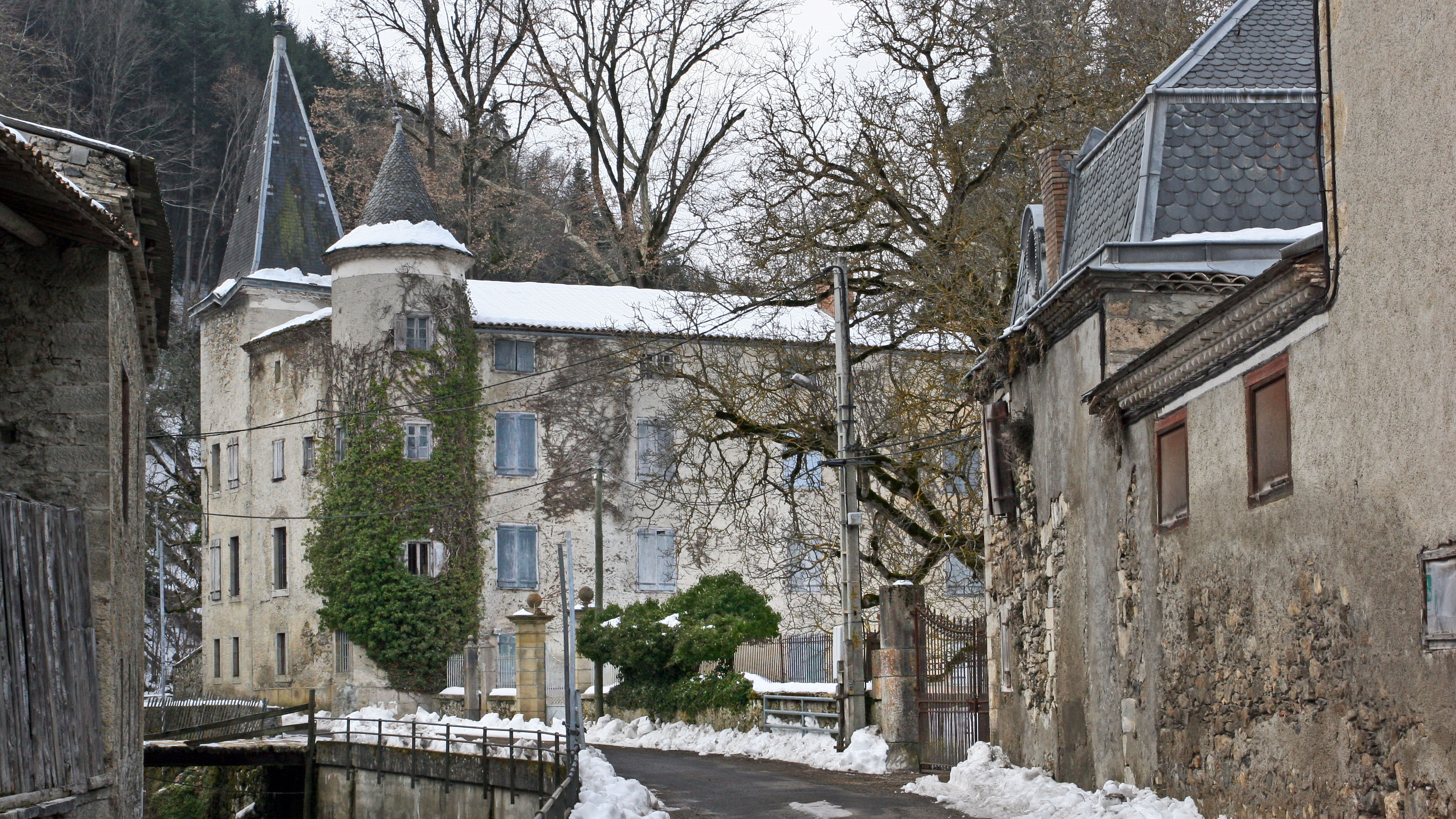
Le château.

L'origine du village est liée au château construit autour du VIe siècle par les Wisigoths, forteresse qui sera considérée encore au XIIIe siècle comme un castrum de premier rang.
En 845, ce fief, qui dépend du comté de Razès. Il est plus tard inféodé à un chevalier qui prend dès lors le nom de Niort (ou Aniort). Ses descendants obtiennent en 1013, lors du détachement du comté de Foix de celui de Razès, le titre de vicomte de Sault. En 1060, la vicomté perd son indépendance, et fait allégeance au royaume d'Aragon (au XIIIe siècle d'ailleurs, Géraud de Niort épousera Sancie d'Aragon, sœur du comte Nuno-Sanche de Roussilon.
|                          |                          |                          |                          |                          |                          |  |  | Guillaume Adona de Niort        | Guillaume Adona de Niort        | Guillaume Adona de Niort        | Guillaume Adona de Niort        | Guillaume Adona de Niort        | Guillaume Adona de Niort        |                    |                    | Brandinière de Foix | Brandinière de Foix | Brandinière de Foix | Brandinière de Foix | Brandinière de Foix | Brandinière de Foix |  |  |                   |                   |                   |                   |                   |                   |             |             | Sicard II sgr Montréal | Sicard II sgr Montréal | Sicard II sgr Montréal | Sicard II sgr Montréal | Sicard II sgr Montréal | Sicard II sgr Montréal |                    |                    | Blanche de Laurac     | Blanche de Laurac     | Blanche de Laurac     | Blanche de Laurac     | Blanche de Laurac     | Blanche de Laurac     |                    |                    |                                   |                                   |                                   |                                   |                                   |                                   |  |  |                     |                     |                     |                     |                     |                     |
|                          |                          |                          |                          |                          |                          |  |  | Guillaume Adona de Niort        | Guillaume Adona de Niort        | Guillaume Adona de Niort        | Guillaume Adona de Niort        | Guillaume Adona de Niort        | Guillaume Adona de Niort        |                    |                    | Brandinière de Foix | Brandinière de Foix | Brandinière de Foix | Brandinière de Foix | Brandinière de Foix | Brandinière de Foix |  |  |                   |                   |                   |                   |                   |                   |             |             | Sicard II sgr Montréal | Sicard II sgr Montréal | Sicard II sgr Montréal | Sicard II sgr Montréal | Sicard II sgr Montréal | Sicard II sgr Montréal |                    |                    | Blanche de Laurac     | Blanche de Laurac     | Blanche de Laurac     | Blanche de Laurac     | Blanche de Laurac     | Blanche de Laurac     |                    |                    |                                   |                                   |                                   |                                   |                                   |                                   |  |  |                     |                     |                     |                     |                     |                     |
|                          |                          |                          |                          |                          |                          |  |  |                                 |                                 |                                 |                                 |                                 |                                 |                    |                    |                     |                     |                     |                     |                     |                     |  |  |                   |                   |                   |                   |                   |                   |             |             |                        |                        |                        |                        |                        |                        |                    |                    |                       |                       |                       |                       |                       |                       |                    |                    |                                   |                                   |                                   |                                   |                                   |                                   |  |  |                     |                     |                     |                     |                     |                     |
|                          |                          |                          |                          |                          |                          |  |  |                                 |                                 |                                 |                                 |                                 |                                 |                    |                    |                     |                     |                     |                     |                     |                     |  |  |                   |                   |                   |                   |                   |                   |             |             |                        |                        |                        |                        |                        |                        |                    |                    |                       |                       |                       |                       |                       |                       |                    |                    |                                   |                                   |                                   |                                   |                                   |                                   |  |  |                     |                     |                     |                     |                     |                     |
|                          |                          |                          |                          |                          |                          |  |  |                                 |                                 |                                 |                                 | Guillaume de Niort              | Guillaume de Niort              | Guillaume de Niort | Guillaume de Niort | Guillaume de Niort  | Guillaume de Niort  |                     |                     |                     |                     |  |  |                   |                   |                   |                   | Esclarmonde       | Esclarmonde       | Esclarmonde | Esclarmonde | Esclarmonde            | Esclarmonde            |                        |                        | Aimery de Montréal     | Aimery de Montréal     | Aimery de Montréal | Aimery de Montréal | Aimery de Montréal    | Aimery de Montréal    |                       |                       | Guiraude de Lavaur    | Guiraude de Lavaur    | Guiraude de Lavaur | Guiraude de Lavaur | Guiraude de Lavaur                | Guiraude de Lavaur                |                                   |                                   |                                   |                                   |  |  |                     |                     |                     |                     |                     |                     |
|                          |                          |                          |                          |                          |                          |  |  |                                 |                                 |                                 |                                 | Guillaume de Niort              | Guillaume de Niort              | Guillaume de Niort | Guillaume de Niort | Guillaume de Niort  | Guillaume de Niort  |                     |                     |                     |                     |  |  |                   |                   |                   |                   | Esclarmonde       | Esclarmonde       | Esclarmonde | Esclarmonde | Esclarmonde            | Esclarmonde            |                        |                        | Aimery de Montréal     | Aimery de Montréal     | Aimery de Montréal | Aimery de Montréal | Aimery de Montréal    | Aimery de Montréal    |                       |                       | Guiraude de Lavaur    | Guiraude de Lavaur    | Guiraude de Lavaur | Guiraude de Lavaur | Guiraude de Lavaur                | Guiraude de Lavaur                |                                   |                                   |                                   |                                   |  |  |                     |                     |                     |                     |                     |                     |
|                          |                          |                          |                          |                          |                          |  |  |                                 |                                 |                                 |                                 |                                 |                                 |                    |                    |                     |                     |                     |                     |                     |                     |  |  |                   |                   |                   |                   |                   |                   |             |             |                        |                        |                        |                        |                        |                        |                    |                    |                       |                       |                       |                       |                       |                       |                    |                    |                                   |                                   |                                   |                                   |                                   |                                   |  |  |                     |                     |                     |                     |                     |                     |
|                          |                          |                          |                          |                          |                          |  |  |                                 |                                 |                                 |                                 |                                 |                                 |                    |                    |                     |                     |                     |                     |                     |                     |  |  |                   |                   |                   |                   |                   |                   |             |             |                        |                        |                        |                        |                        |                        |                    |                    |                       |                       |                       |                       |                       |                       |                    |                    |                                   |                                   |                                   |                                   |                                   |                                   |  |  |                     |                     |                     |                     |                     |                     |
| Géraud x Sancie d'Aragon | Géraud x Sancie d'Aragon | Géraud x Sancie d'Aragon | Géraud x Sancie d'Aragon | Géraud x Sancie d'Aragon | Géraud x Sancie d'Aragon |  |  | Bernard Othon × Nova de Cabaret | Bernard Othon × Nova de Cabaret | Bernard Othon × Nova de Cabaret | Bernard Othon × Nova de Cabaret | Bernard Othon × Nova de Cabaret | Bernard Othon × Nova de Cabaret |                    |                    | Guillaume × Cécile  | Guillaume × Cécile  | Guillaume × Cécile  | Guillaume × Cécile  | Guillaume × Cécile  | Guillaume × Cécile  |  |  | Guillaume-Bernard | Guillaume-Bernard | Guillaume-Bernard | Guillaume-Bernard | Guillaume-Bernard | Guillaume-Bernard |             |             | Raymond                | Raymond                | Raymond                | Raymond                | Raymond                | Raymond                |                    |                    | Uzalguier abbé d'Alet | Uzalguier abbé d'Alet | Uzalguier abbé d'Alet | Uzalguier abbé d'Alet | Uzalguier abbé d'Alet | Uzalguier abbé d'Alet |                    |                    | Esclarmonde × seigneur de Ginoles | Esclarmonde × seigneur de Ginoles | Esclarmonde × seigneur de Ginoles | Esclarmonde × seigneur de Ginoles | Esclarmonde × seigneur de Ginoles | Esclarmonde × seigneur de Ginoles |  |  | Ne × Bernard Sermon | Ne × Bernard Sermon | Ne × Bernard Sermon | Ne × Bernard Sermon | Ne × Bernard Sermon | Ne × Bernard Sermon |

Blanche de Laurac fit entrer par sa fille Esclarmonde, qui épouse Guillaume de Niort, le catharisme dans la famille, et bien que Guillaume soit largement hostile à l'hérésie, ses enfants seront élevés dedans, notamment Bernard-Othon de Niort, qui deviendra un des soucis majeurs de la papauté dans les années 1220-1240. La seigneurie de Laurac reviendra d'ailleurs à Bernard-Othon, qui en fera un fief majeur de l'hérésie.
Niort à cette époque, défend la route de Belcaire et de Mazuby, et le cours du Rébenty, mais sa position, relativement éloignée des zones de combat (Toulouse, Carcassonne, Lavaur, etc.) fait que le village reste intouché pendant les nombreuses années de croisade.
Mais l'hérésie des Niort, leurs attaques répétées contre l'archevêque de Narbonne, les aides qu'ils donnèrent aux hauts représentants de la hiérarchie cathare comme Guilhabert de Castres, font qu'en 1252, ils sont dépossédés de leurs terres ; ils deviennent de redoutables faydits.
Géraud de Niort se soumet au roi de France en 1240 sous les murs de Peyrepertuse. Pour preuve de capitulation, il remet à Louis IX tous ses châteaux et ceux de ses frères. Le roi, en théorie, les lui restituerait. Mais il n'en est rien. Le peuple de l'ancienne vicomté se soulève et Géraud et ses frères tentent une dernière résistance. Niort ne tombera qu'en 1255, devant les armées royales, soit onze ans après le bûcher de Montségur.
Par la suite, un Guillaume de Niort, fils de Géraud et de Sancie d'Aragon tente de soulever la population par un projet d'invasion de la vicomté de Sault. Mais Louis IX est averti et ordonne au sénéchal de Carcassonne, Pierre d'Auteuil de faire raser tous les châteaux du pays de Sault. Seul Niort est épargné du fait de sa situation stratégique sur la frontière avec l'Aragon. Quoi qu'il en soit, désormais sans poste de repli, toute tentative de révolte est impossible : le pays de Sault est acquis au roi.
Le roi, fit placer à Niort-de-Sault, forteresse royale, une garnison aussi importante qu'à Puilaurens. En 1256, Louis IX envoie des commissionnaires pour rétablir le bailliage de Sault, relevant de la sénéchaussée de Carcassonne, et il sera définitivement maître des lieux en 1259, à la signature du traité de Corbeil.
En 1260, Esclarmonde de Niort va entamer une procédure de révision du procès de ses frères, aux termes de laquelle elle parvient à les faire réhabiliter. La famille n'obtient pas pour autant la restitution de ses terres. Les seigneurs d'Aniort, ou de Niort, restent cependant présents là où étaient situées leurs anciennes terres, à Niort même, où un petit manoir est construit à côté de l'église actuelle.
Ils vont se trouver moins en lumière mais vont toutefois se maintenir en Languedoc et y conserver un rang distingué, puisqu'ils continuent toujours, au cours du XVe siècle, à s'allier à des familles de la noblesse de la province, notamment : la puissante Maison de Lévis (qui avait joué un rôle prépondérant, aux côtés de Simon de Montfort leur suzerain, lors de la croisade des albigeois), ou bien aussi la Famille Dax elle-même alliée à la prestigieuse Maison de Narbonne (branche des barons de Talairan).
En 1573 enfin, Niort-de-Sault succombe aux guerres de Religion. Un parti calviniste, mené par Jean de Lévis, s'en empare et réduit en grande partie le lieu en cendres,.
Au XVIIIe siècle, la famille de Fonds (originaire de Limoux) achète la seigneurie de Niort et s'installe dans le château des Nègre d'Able. Ils prennent le nom de Fondi de Niort (Fonds dit de Niort) qui leur est confirmé par un jugement en 1886.

## Politique et administration

### Liste des maires
| Période                                  | Période  | Identité                | Étiquette | Qualité |
| ---------------------------------------- | -------- | ----------------------- | --------- | ------- |
| mars 1948                                | 1953     | Auguste Lagrange        |           |         |
| mars 1953                                | 1957     | René Grauby             |           |         |
| mars 1956                                | 1970     | Jean Canavy             |           |         |
| mars 1970                                | 1971     | Auguste Lagrange        |           |         |
| mars 1971                                | 1980     | Paul Cazals             |           |         |
| mars 1980                                | 2019     | Yves Rouzoul            | PS        |         |
| mars 2019                                | 2020     | -                       |           |         |
| mars 2020                                | en cours | Marie-Antoinette Moulis |           |         |
| Les données manquantes sont à compléter. |          |                         |           |         |

## Démographie
En 1594 y est dénombré 50 maisons, en 1830 564 habitants.

L'évolution du nombre d'habitants est connue à travers les recensements de la population effectués dans la commune depuis 1793. Pour les communes de moins de 10 000 habitants, une enquête de recensement portant sur toute la population est réalisée tous les cinq ans, les populations de référence des années intermédiaires étant quant à elles estimées par interpolation ou extrapolation. Pour la commune, le premier recensement exhaustif entrant dans le cadre du nouveau dispositif a été réalisé en 2007.

En 2022, la commune comptait 36 habitants, en évolution de +33,33 % par rapport à 2016 (Aude : +2,65 %, France hors Mayotte : +2,11 %).
| 1793 | 1800 | 1806 | 1821 | 1831 | 1836 | 1841 | 1846 | 1851 |
| ---- | ---- | ---- | ---- | ---- | ---- | ---- | ---- | ---- |
| 420  | 452  | 571  | 566  | 638  | 637  | 561  | 578  | 582  |

| 1856 | 1861 | 1866 | 1872 | 1876 | 1881 | 1886 | 1891 | 1896 |
| ---- | ---- | ---- | ---- | ---- | ---- | ---- | ---- | ---- |
| 500  | 448  | 433  | 430  | 427  | 404  | 421  | 417  | 387  |

| 1901 | 1906 | 1911 | 1921 | 1926 | 1931 | 1936 | 1946 | 1954 |
| ---- | ---- | ---- | ---- | ---- | ---- | ---- | ---- | ---- |
| 339  | 316  | 290  | 270  | 234  | 209  | 204  | 176  | 145  |

| 1962 | 1968 | 1975 | 1982 | 1990 | 1999 | 2006 | 2007 | 2012 |
| ---- | ---- | ---- | ---- | ---- | ---- | ---- | ---- | ---- |
| 137  | 111  | 68   | 60   | 53   | 35   | 33   | 33   | 20   |

| 2017 | 2022 | - | - | - | - | - | - | - |
| ---- | ---- | - | - | - | - | - | - | - |
| 32   | 36   | - | - | - | - | - | - | - |

## Économie

### Emploi
| Division       | 2008   | 2013   | 2018   |
| -------------- | ------ | ------ | ------ |
| Commune        | 13,3 % | 0 %    | 0 %    |
| Département    | 10,2 % | 12,8 % | 12,6 % |
| France entière | 8,3 %  | 10 %   | 10 %   |

En 2018, la population âgée de 15 à 64 ans s'élève à 18 personnes, parmi lesquelles on compte 56,3 % d'actifs (56,3 % ayant un emploi et 0 % de chômeurs) et 43,8 % d'inactifs,. En  2018, le taux de chômage communal (au sens du recensement) des 15-64 ans est inférieur à celui de la France et du département, alors qu'en 2008 la situation était inverse.
La commune est hors attraction des villes,. Elle compte 2 emplois en 2018, contre 8 en 2013 et 12 en 2008. Le nombre d'actifs ayant un emploi résidant dans la commune est de 10, soit un indicateur de concentration d'emploi de 21,6 % et un taux d'activité parmi les 15 ans ou plus de 36 %.
Sur ces 10 actifs de 15 ans ou plus ayant un emploi, 1 travaillent dans la commune, soit 11 % des habitants. Pour se rendre au travail, 88,9 % des habitants utilisent un véhicule personnel ou de fonction à quatre roues et 11,1 % n'ont pas besoin de transport (travail au domicile).

### Activités hors agriculture
Deux établissements seulement relevant d’une activité hors champ de l’agriculture sont implantés  à Niort-de-Sault au 31 décembre 2019.

### Agriculture
|               | 1988 | 2000 | 2010 | 2020 |
| ------------- | ---- | ---- | ---- | ---- |
| Exploitations | 5    | 2    | 1    | 1    |
| SAU (ha)      | 100  | 81   | 81   | 286  |

La commune est dans le Pays de Sault, une petite région agricole occupant le sud-ouest du département de l'Aude, également dénommée localement « Pyrénées centrales et pays de Sault ». En 2020, l'orientation technico-économique de l'agriculture  sur la commune est l'élevage de bovins pour la viande. Une seule  exploitation agricole ayant son siège dans la commune est recensée lors du recensement agricole de 2020 (cinq en 1988). La superficie agricole utilisée est de 286 ha,,.

## Culture locale et patrimoine

### Lieux et monuments

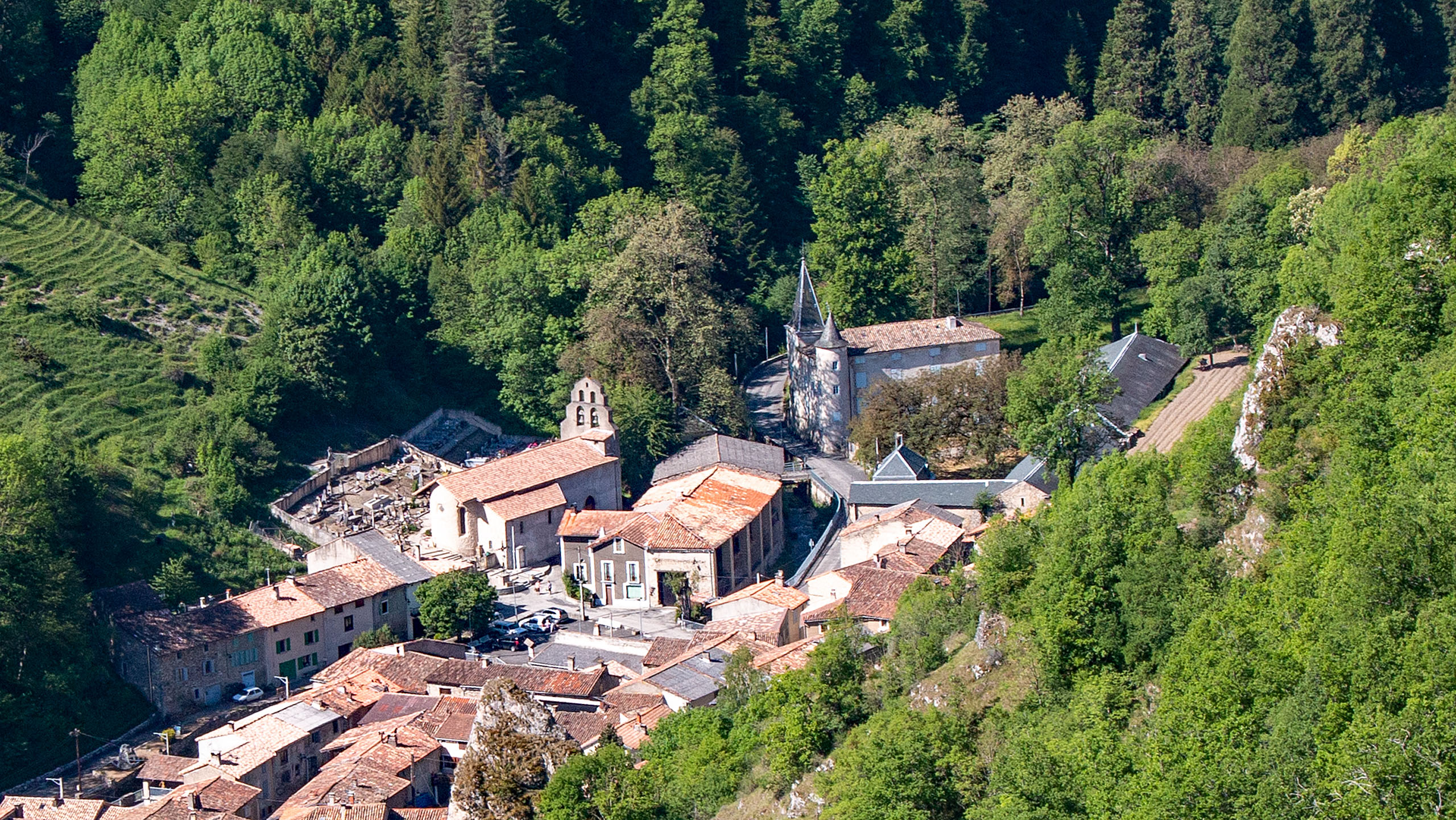
L'église et le château neuf.

- Le dolmen du col des Trabesses, monument funéraire néolithique très dégradé, se trouve à côté du lieu-dit éponyme, à la croisée de plusieurs anciens chemins (42° 44′ 14″ N, 2° 00′ 42″ E). Accessible depuis la D 25 en Ariège (commune de Mijanès), Il se situe au sud du territoire communal, en limite avec le Donezan.
- Vestiges de l'ancien château de Niort (escalier taillé dans le roc, une vasque, quelques pans de mur, une canonnière et une croix cathare gravée dans le sol du donjon) ;
- Château "neuf" de Niort, construit par la famille de Nègre d'Able et acheté plus tard par la famille Fonds (Fondi de Niort), originaire de Limoux, datant du XVIIe siècle ;
- Église de la Nativité-Notre-Dame datant du XIXe siècle ;

### Personnalités liées à la commune
- Famille de Niort (Aniort)
- Géraud de Niort
- Bernard-Othon de Niort
- Famille de Roquefeuil (Aude)
- Famille de Nègre
- Maison de Lévis
- Famille Dax

### Héraldique
| Blason de Niort-de-Sault | Blason  | De gueules à la croix latine haussée et alésée d'or. |
| Blason de Niort-de-Sault | Détails | Le statut officiel du blason reste à déterminer.     |